# Susan Devoy
Susan Devoy, née le 4 janvier 1964 à Rotorua, est une joueuse de squash représentant la Nouvelle-Zélande. Elle domina la discipline entre la fin des années 1980 et le début des années 1990. Elle devient n°1 mondiale en avril 1984, place qu'elle occupera pendant 105 mois consécutifs, record qui ne sera battu que par Nicol David en février 2015,. Elle est intronisée en 1993 dans le Temple de la renommée du squash.

## Biographie
Née à Rotorua, en Nouvelle-Zélande, benjamine d'une famille de sept enfants dont six garçons, Susan Devoy fréquente le MacKillop College. Sa famille était très impliquée dans la communauté du squash et elle commence à jouer quand elle était très jeune. Susan Devoy devient professionnelle à l'âge de 17 ans. Son premier titre en championnat du monde survient en 1985, avec une autre victoire en 1987. Pendant la majeure partie de sa carrière, les championnats du monde ont lieu tous les deux ans, ce qui empêche Susan Devoy de doubler son score. Elle remporte cependant le très convoité British Open à huit reprises, un record battu seulement par Heather McKay dans les années 1960/70 et par Janet Morgan dans les années 1950.
En 1986, Susan Devoy a été nommée membre de l'Ordre de l'Empire britannique et nommée Commandeur de l'Ordre de l'Empire britannique en 1993, à l'occasion de l'anniversaire de la Reine. Elle est également reconnue pour son travail caritatif, étant la marraine néo-zélandaise de la Muscular Dystrophy Association. En 1988, elle marche tout le long de la Nouvelle-Zélande, pendant sept semaines, et recueille 500 000 $ pour cet organisme de bienfaisance.
En 1998, elle devient Compagnon Dame de l'Ordre du Mérite de Nouvelle-Zélande, la plus jeune Néo-Zélandaise depuis Edmund Hillary à recevoir ce titre honorifique.
De 2013 à 2018, Dame Susan Devoy est New Zealand Race Relations Commissioner, poste gouvernemental,.

## Palmarès

### Titres
- Championnats du monde : 4 titres (1985, 1987, 1990, 1992)
- British Open : 8 titres (1984, 1985, 1986, 1987, 1988, 1989, 1990, 1992)
- Australian Open : 2 titres (1990, 1992)
- Open des Pays-Bas : 1991
- Scottish Open : 2 titres (1985, 1987)
- Championnats de Nouvelle-Zélande : 10 titres (1983-1992)

### Finales
- Championnats du monde : 1989
- Championnats du monde par équipes : 2 finales (1985,1992)